# Coñecito
Coñecito es una localidad de México, localizada en el municipio de Jacala de Ledezma en el estado de Hidalgo.

## Geografía
Se encuentra en la región geográfica de la Sierra Gorda; a la localidad le corresponden las coordenadas geográficas 21° 02’ 29.736” de latitud norte y 99° 07’ 25.428” de longitud oeste, con una altitud de 1439 m s. n. m. Cuenta con un clima templado subhúmedo con lluvias en verano, de menor humedad.
En cuanto a fisiografía se encuentra en la provincia de la Sierra Madre Oriental, dentro de la subprovincia del Carso Huasteco; su terreno es de sierra. En lo que respecta a la hidrografía se encuentra posicionado en la región del Pánuco, dentro de la cuenca el río Moctezuma, y en la subcuenca del río Moctezuma.

## Demografía
En 2020 registró una población de 509 personas, lo que corresponde al 4.14 % de la población municipal. De los cuales 228 son hombres y 281 son mujeres.
| Gráfica de evolución demográfica de Coñecito entre 1900 y 2020 |
|                                                                |
| Población registrada por los censos y conteos del INEGI.       |